# Inspektor Policji
Inspektor Policji (insp.) – najwyższy stopień oficerów starszych w polskiej Policji. Niższym stopniem jest młodszy inspektor, a wyższym nadinspektor. Nadanie wyższego stopnia nie może nastąpić wcześniej niż po przesłużeniu w stopniu inspektora 4 lat. Odpowiednik stopnia pułkownika w Wojsku Polskim i starszego brygadiera w Państwowej Straży Pożarnej.